# Chile ayuda a Chile (2010)
Chile ayuda a Chile fue la segunda versión de la campaña impulsada por el animador Don Francisco, que se realizó los días 5 y 6 de marzo de 2010, y tuvo como objetivo ayudar a los damnificados por el terremoto que afectó a la zona centro-sur de Chile el 27 de febrero.
El evento fue organizado por la Fundación Teletón y el Gobierno de Chile, en coordinación con el Hogar de Cristo, Un techo para Chile, la Fundación Superación de la Pobreza y Caritas Chile, y transmitido por todos los canales de televisión afiliados a la Asociación Nacional de Televisión (Anatel) y varios canales independientes de carácter regional y local en cadena nacional.
Para el evento, se fijó como meta la recaudación de CLP 15 mil millones (USD 29 472 441) para la construcción de 30 mil viviendas de emergencia («mediaguas») en la zona de catástrofe, lo que estuvo a cargo de los bancos de Chile y Santander mediante la cuenta única número 2702. Tras unas 24 horas de transmisión, dicha meta se duplicó, logrando recaudar CLP 30 212 775 555 (USD 59 304 692). El 18 de marzo de 2010, se realizó la cuenta pública definitiva, siendo la suma final recaudada de CLP 45 974 813 684 (USD 90 224 386).

## Antecedentes

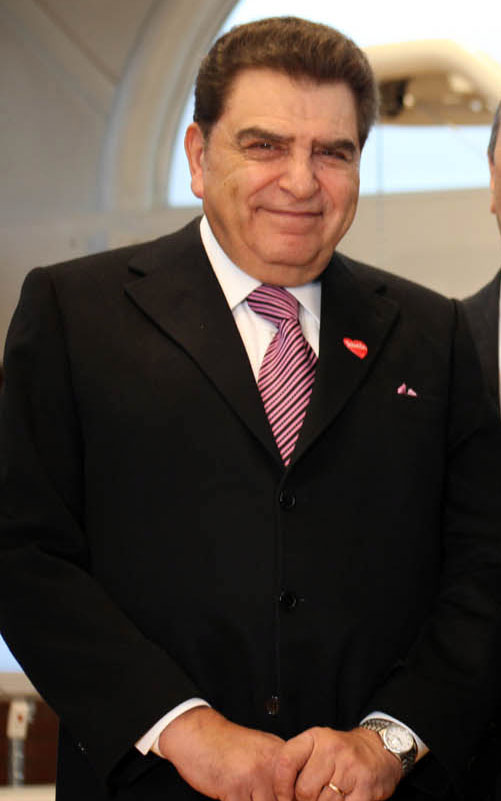
Don Francisco, creador de la campaña.

El popular animador de televisión Mario Kreutzberger, más conocido como «Don Francisco», ha realizado una serie de campañas solidarias televisadas desde 1978, año en que organizó la primera versión de la Teletón. En 1985, con motivo del terremoto que afectó a Chile el 3 de marzo de ese año, organizó una telemaratón, emitida por Canal 13, llamada Chile ayuda a Chile, que logró juntar cientos de camiones con víveres para los damnificados tras 30 horas de transmisión continua. La experiencia se repitió en años posteriores, en el contexto de otros desastres naturales, como temporales y aluviones.
El 27 de febrero de 2010, un fuerte terremoto devastó la zona central y sur del país, con epicentro en Cobquecura, Región del Biobío, con una magnitud de 8.8 MW. El sismo provocó un tsunami que afectó una serie de localidades costeras desde la región de Valparaíso hasta la de la Araucanía, siendo las más afectadas Dichato, Tomé, Pelluhue, Constitución, Duao, Iloca y Pichilemu, entre otras. Al momento del terremoto, Kreutzberger estaba en Sudáfrica grabando el programa Umbingelelo para Canal 13, desde donde comenzó a gestionar la realización de una teletón, y el 1 de marzo, el Gobierno de Chile se reunió con la Fundación Teletón para organizarlo.
El 2 de marzo, en conferencia de prensa, Pilar Armanet, que se desempeñaba como ministra Secretaria General de Gobierno, anunció oficialmente la campaña, junto con los representantes de las organizaciones que estarán involucradas en el evento; Ximena Casarejos (Fundación Teletón), Felipe Berríos S.J. (Un techo para Chile), Benito Baranda (Hogar de Cristo), Rodrigo Tupper (Caritas Santiago), Rodrigo Jordán (Fundación Superación de la Pobreza) y Bernardo Donoso (Anatel). La campaña adoptó como imagen oficial la fotografía conocida como "El hombre de la bandera", tomada por el fotógrafo de la Associated Press, Roberto Candia.

### Reacciones internacionales
Debido a la transmisión del evento, la señal abierta de Televisión Nacional de Chile (TVN) no emitió la primera jornada del enfrentamiento por Copa Davis de los equipos de Chile e Israel, disputado en Coquimbo entre el 6 y el 8 de marzo, sino que sólo lo hizo mediante su señal por internet y por el canal de cable Vive! Deportes, asimismo terminado el noticiero central del canal público que prosiguió a la campaña, fue transmitido un compacto de la misma competición en su primer día. Sin embargo, hubo enlaces en vivo durante la transmisión del evento en que se mostró el avance de los partidos, con el relato de Pedro Carcuro. A pesar de que los tenistas Nicolás Massú y Fernando González no pudieron participar en la campaña, este último realizó juegos de exhibición en el próximo Sony Ericsson Open con Roger Federer y Rafael Nadal para ayudar a las víctimas del terremoto.
Los actores chilenos Cristián de la Fuente y Angélica Castro organizaron una teletón paralela en Ciudad de México junto a la comunidad chilena el 7 de marzo de 2010. Así mismo en Madrid, España, el actor chileno Benjamín Vicuña lideró el evento de caridad "Un poema para Chile", realizado el 6 de marzo, que incluyó participaciones de Víctor Manuel, Juan Diego y Enrique Meza, entre otros. En Argentina el director técnico de Argentinos Juniors Claudio Borghi lideró la campaña solidaria, recaudando donaciones entre los hinchas de su club.
Jorge Drexler escribió un poema con Nano Stern llamado "Quien en Chile un día vibró, tiembla cuando Chile tiembla", dedicado especialmente al país en respuesta el terremoto. El exbajista de Pink Floyd Roger Waters envió una carta para manifestar su solidaridad y apoyo al país.

## Participantes
Mario Kreutzberger animó el evento desde el Teatro Teletón y otras figuras transmitieron en vivo desde las zonas afectadas por la catástrofe, incluyendo a Felipe Camiroaga, Cecilia Bolocco, Soledad Onetto, entre otros. Estuvieron coanimando el evento principal Tonka Tomicic, Diana Bolocco, Rafael Araneda, Karen Doggenweiler, Eva Gómez, Leo Caprile, José Miguel Viñuela, Vivi Kreutzberger, Juan Carlos Valdivia, Ana María Polo, entre otros animadores de televisión.

### Artistas
- Diego Torres[20]
- Beto Cuevas[20]
- Américo[20]
- Chico Trujillo[20]
- La Noche[20]
- Difuntos Correa[20]
- Los Jaivas[20]
- Chancho en Piedra[20]
- Garras de amor[21]
- 3x7 Veintiuna[21]
- Los Huasos Quincheros[21]
- Shamanes Crew
- Katherine Orellana
- Douglas
- Gloria Simonetti
- Los Trukeros[21]
- Los Tres[19]
- Las Capitalinas[21]
- BKN[21]
- CRZ[21]
- Myriam Hernández[22]
- Juanes[23]
- DJ Méndez[21]
- María Jimena Pereyra[21]
- Leandro Martínez
- Daniela Castillo
- Natalino[21]
- Juan Antonio Labra
- C4
- Gloria Benavides
- Joe Vasconcellos[21]
- Carol Kresse
- Illapu[21]
- Lucybell[21]
- Congreso[21]
- Sinergia[21]
- Croni-K[21]
- Francisca Valenzuela[19]
- La Sonora de Tommy Rey[21]
- Los Charros de Lumaco[21]
- Inti-Illimani[21]
- Buddy Richard[21]
- Carolina Molina
- Rigeo
- José Alfredo Fuentes
- Luis Jara

Muchos artistas y personalidades importantes no pudieron asistir al evento, pero mandaron su mensaje grabado en vídeo. Entre ellos están Shakira, Ricardo Montaner, Joan Manuel Serrat, Miguel Bosé, Coldplay, Laura Pausini, Tito "El Bambino", David Copperfield, Gustavo Cerati, Amaia Montero, Daddy Yankee, James "Munky" Shaffer de Korn, Paulina Rubio, La Oreja de Van Gogh, entre otros.

### Telefonistas
| - Benito Baranda - Felipe Berríos - Harold Mayne-Nicholls - Carolina Arregui - Ignacio Garmendia - Fernando Paulsen - Cristian Sánchez - Carmen Gloria Arroyo - Kike Morandé - Luis Jara - Martín Cárcamo - Katherine Salosny - Janis Pope - Iván Zamorano | - Savka Pollak - Stefan Kramer - Bombo Fica - Dino Gordillo - Álvaro Salas - Francisco López Contardo - Tomás González - Felipe Aguilar - Carlo de Gavardo - Juan Andrés Salfate - Mey Santamaría - Javiera Acevedo - René Naranjo - Américo | - Felipe Camiroaga (Concepción) - Amaro Gómez-Pablos (Concepción) - Soledad Onetto (Constitución) - Cecilia Bolocco (Santiago) - Myriam Hernández (Santiago) - Felipe Vidal (Lota) - Javiera Contador (Borde costero Maule y Biobío) - Julián Elfenbein (Norte de Chile) - Sebastián Jiménez (Talca) |

Como telefonistas rotaron además diversos empresarios como Hernán Somerville, presidente de la Asociación de Bancos, Rafael Guilisasti, presidente de la Confederación de la Producción y del Comercio, y Horst Paulmann, dueño de Cencosud.

## Transmisión
A diferencia de los tradicionales eventos Teletón, la organización decidió no incluir los segmentos de humor, la franja adulta, conocida como "Vedetón", ni un cierre masivo como los que se realizan en el Estadio Nacional. Los bloques en los que estuvo dividida la transmisión fueron:
| Bloque                                 | Contenido | Presentaciones musicales |
| -------------------------------------- | --- | --- |
| Obertura (22:00-01:18)                 | Contó con la participación de diversas autoridades, entre ellas Michelle Bachelet, el Secretario General de la ONU Ban Ki Moon y Sebastián Piñera Echenique, quienes realizaron discursos motivacionales. Tras el baile de obertura del Bafochi (mismo Ballet con el que se dio inicio al LI Festival Internacional de la Canción de Viña del Mar certamen previo al terremoto con motivo de la celebración del Bicentenario de Chile), Don Francisco dio su discurso de motivación, y pidió un minuto de silencio. Luego se exhibió el reportaje del marino Francisco Iribarra, quien entregó la primera donación. Entre las apariciones especiales estuvieron Bruno Sandoval e Isabel Allende, quien realizó una donación de USD $500.000. | - Américo - "Que levante la mano" - Beto Cuevas - "Háblame" - Los Tres - "Quién es la que viene allí" |
| Noticieros de cada canal (01:26-01:41) | | |
| "Chile canta a Chile" (01:41-06:00)    | Shows de grupos musicales chilenos de distintos géneros. El grupo La Noche aprovechó la ocasión para donar $1.000.000. | - La Noche - "Quiero ser libre", "Mal amor", "Rico y suave" - Chancho en Piedra - "Volantín", "Eligiendo una reina" - Juan Antonio Labra - "Ay cosita linda", "Préndelo" - Sinergia - "Mi señora", "Me gusta me gusta", "Te enojai' por todo" - La Sonora de Tommy Rey - "El galeón español", "Pedacito de mi vida", "El negro José", "Un año más" - Shamanes Crew - "Lejos de ti", "La crew" - Croni-K - "Arriba la vida", "Nadie lo sabrá" - Difuntos Correa - "El tiempo en las bastillas", "Mujer azul" - Los Charros de Lumaco - "Cómo dejar de amarte", "Ando de borrachera" - Garras de amor - "Gotitas", "Amor prohibido" |
| Noticieros de cada canal (06:00-06:15) | | |
| "Chile y su cueca" (06:15-08:00)       | Shows de grupos musicales folclóricos, tanto de cueca como de su variante "brava". | - Los Trukeros - "Cantemos querido amigo", "El Chalaila", "Samba china chola" - Las Capitalinas - "Rosa Del Pilar", "Mándame a quitar la vida", "Por amor a las joyas" - Los Huasos Quincheros - "El corralero", "Chile lindo" - Daniel Muñoz y 3X7 Veintiuna |
| Noticieros de cada canal (08:00-08:35) | | |
| "Chile en familia" (08:35 -13:40)      | Segmento infantil, donde los niños alientan a sus padres a ir al banco. Entre los shows de variedades que se presentaron en este bloque están los ilusionistas Magic Twins y las Escuela de Adiestramiento Canino de Carabineros. | - Croni-K - "Arriba la vida" - Cachureos - "Congelao", "Salchichas con pure", "La mosca", "Zancudo Draculon", "Desconectate", "El baile del perrito", "El baile de la ducha". - Carolina Molina - "Ladrón", "Libre, solterito y sin nadie" - CRZ - "Corazón rebelde", "Escondida", "Estaba escrito", "Nada es para siempre" - Mix Clan Rojo - "Te quiero" (María Jimena Pereyra), "Enamorado" (Leandro Martínez), "Ay ay ay" (Katherine Orellana), "Volar" (Daniela Castillo), "La lombríz" (Juan David Rodríguez) - BKN - "Juguemos fuerte", "No voy a cambiar", "Nada es lo que crees", "Donde haga falta ganar" - C4 - "Quédate" - Noche de Brujas - "Tu primera vez" - DJ Méndez con Crossfire - "Lady" - Natalino - "Si hablo de ti, hablo de mí" - Illapu - "Lejos del amor" - Joe Vasconcellos - "Mágico"                                                                    |
| Noticieros de cada canal (13:40-14:32) | | |
| "Bloque juvenil" (14:32-15:54)         | Incluyó la participación de los elencos de los programas juveniles Calle 7 (de TVN) y Yingo (de Chilevisión). En el "musical" de este último, se produce un error de sonido, dejando el silencio el playback de Karol Lucero. Minutos más tarde se comienza el musical otra vez. | - Musical de Calle 7 - "Mejor soltero", "Soy tu nena", "El galeón español" (Rigeo) - Musical de Yingo - "¿Quién te echó ficha?", "Necesito de tu amor", "Te extraño", "Amor virtual", "Regresarás" (Catalina Palacios), "Héroes de la noche", "Locura" - Lucybell - "Fe" - Inti-Illimani Histórico - "Samba landó" - Francisca Valenzuela - "Muérdete la lengua" |
| "Chile canta a Chile" (15:54-18:26)    | Se exhibió una nota personal donde el animador Don Francisco visitó su ciudad natal Talca. Al final de este bloque, el propio Don Francisco entrevistó al entonces director técnico de la selección chilena de fútbol Marcelo Bielsa, quien entregó su mensaje de esperanza al pueblo chileno. | - Douglas - "Sigo romántico", "Será porque te amo" - Buddy Richard - "Tu cariño se me va" - Gloria Benavides - "Princesa de la luna", "La gotita", "Mañana comienza el resto de mi vida" - Nueva ola - "Entre la arena y el mar" (Peter Rock), "Tu cambiarás" (Marisa), "Norma mía" (Danny Chilean), "En mi mundo" (Luz Eliana), "Señorita desconocida" (Luis Dimas), "Trabajo de verano" (Larry Wilson), "We are the world" (todos, adaptación) - Gloria Simonetti con José Alfredo Fuentes - "La violeta y la parra" (sólo Simonetti), "Me faltas tú" (sólo Fuentes), "Viva Chile" (ambos) - Mix 80's - "Promesas" (Juan Carlos Duque), "Para querernos" (Patricia Frías), "Basta ya!" (Cristóbal), "Estrechez de corazón" (Irene Llano), "Niña" (Juan Antonio Labra), "We Are the Champions" (todos, adaptación) - Congreso - "En horario estelar", "El derecho de vivir en paz" |
| Noticieros de cada canal (18:26-18:58) | | |
| Cierre (18:58-23:10)                   | Contó con la presencia de Michelle Bachelet Jeria y de Sebastián Piñera Echenique, quienes, al igual que en la obertura, realizaron discursos. También hubo una presentación del grupo de ciclodanza de la Teletón, que bailó "El amor" de Tito "El Bambino". Finalmente se dio el último cómputo, tras lo cual se cantó el Himno Nacional de Chile. | - Luis Jara - "Mañana" - Juanes - "No creo en el jamás", "A Dios le pido" - Carol Kresse - "Gracias a la vida" - Los Jaivas - "Sube a nacer conmigo hermano", "Todos juntos" - Myriam Hernández - "Rescátame de aquí", "La fuerza del amor" - Diego Torres - "Guapa", "Color esperanza" |

Nota: Durante los bloques de noticias, UCV Televisión se conectó a la señal del canal de cable CNN Chile, mientras que La Red y Telecanal emitieron su programación habitual, ya que el primero había cerrado su departamento de prensa el 26 de febrero, mientras que el segundo había puesto en receso su noticiero.

### Hechos destacables
- Se repitió la escena de la primera edición de Chile ayuda por Chile (1985), en donde se da la partida a una caravana de camiones con la ayuda a los damnificados. Sin embargo, existen varias diferencias entre ambos sucesos. Primero, la cantidad de ayuda, pues en 1985 se juntaron 500 camiones, mientras que en 2010 sólo 40, debido a que la meta principal de la última telemaratón era recaudar dinero y no víveres, En segundo lugar, los camiones partieron desde la elipse del Parque O'Higgins, en Santiago, mientras que en 1985 salieron desde el Estadio Municipal de Melipilla. En 2010 la presentadora Cecilia Bolocco dio inicio a la caravana, cuestión que hizo el propio Don Francisco en el primer Chile ayuda a Chile.[29][30]
- De los tres actos que se conformaban la última jornada del LI Festival de Viña del Mar, cancelada debido al terremoto, dos se presentaron en la Teletón; Beto Cuevas y Los Jaivas.[31] Además se utilizó la obertura de la primera noche del Festival, a cargo del Ballet Folclórico de Chile (Bafochi), que tenía como motivo el Bicentenario del país.[30]
- La Asociación Nacional de Fútbol Profesional (ANFP) organizó una serie de triangulares y partidos amistosos de fútbol entre equipos nacionales, bajo el título "Fútbol por Chile", para ir en ayuda de la campaña solidaria.[32]
- En la campaña benéfica se presentaron los Magic Twins quienes también se presentaron y triunfaron en el LI Festival de Viña del Mar cuya última noche fue suspendida por el terremoto.

### Transmisión vía internet
También se realizó una transmisión paralela mediante streaming en el sitio web oficial, que mostró partes del evento televisado, y un programa especial para Internet. El programa especial comenzó a las 21:30 (UTC-3), 30 minutos antes que el show televisivo, y fue conducido por los periodistas Nicolás Copano y Juan Manuel Astorga, quienes estuvieron en contacto con el público a través de Twitter y entrevistaron a diversas figuras y artistas.

## Cifras del evento

### Recaudación
A diferencia del formato de las Teletones clásicas que se realizan en Chile, en el evento Chile ayuda a Chile no hubo auspiciadores oficiales, por tanto no existieron restricciones respecto a los tipos de empresa que podían realizar sus donaciones. Además de ello, el mismo día de la Teletón, 5 de marzo, el Servicio de Impuestos Internos (SII) emitió la circular nº 19, que delimitó las restricciones al límite de donaciones empresariales deducibles de impuestos, si éstas se realizan en momento de terremoto o catástrofes, según la ley n° 16.282 del año 1965. Ambos factores facilitaron el doblaje de la meta impuesta durante la transmisión, logrando recolectarse CLP $ 30.212.775.555. Sin embargo, el 18 de marzo se entregó la cifra recaudada final, triplicándose la meta original con $ 45.974.813.684. Tras conocerse la cifra final, Don Francisco señaló:

(Es una cifra que se) convierte en un récord mundial, ya que no hay registro similar en la historia de las campañas solidarias en el mundo.
Don Francisco, 2010.

El origen de la recaudación total se reparte de la siguiente forma:
| Origen donaciones | Monto en pesos   | % total |
| ----------------- | ---------------- | ------- |
| Público general   | $ 20.286.260.445 | 44,1 %  |
| Empresas          | $ 25.688.553.239 | 55,9 %  |
| Total donaciones  | $ 45.974.813.684 | 100,0 % |

### Destino

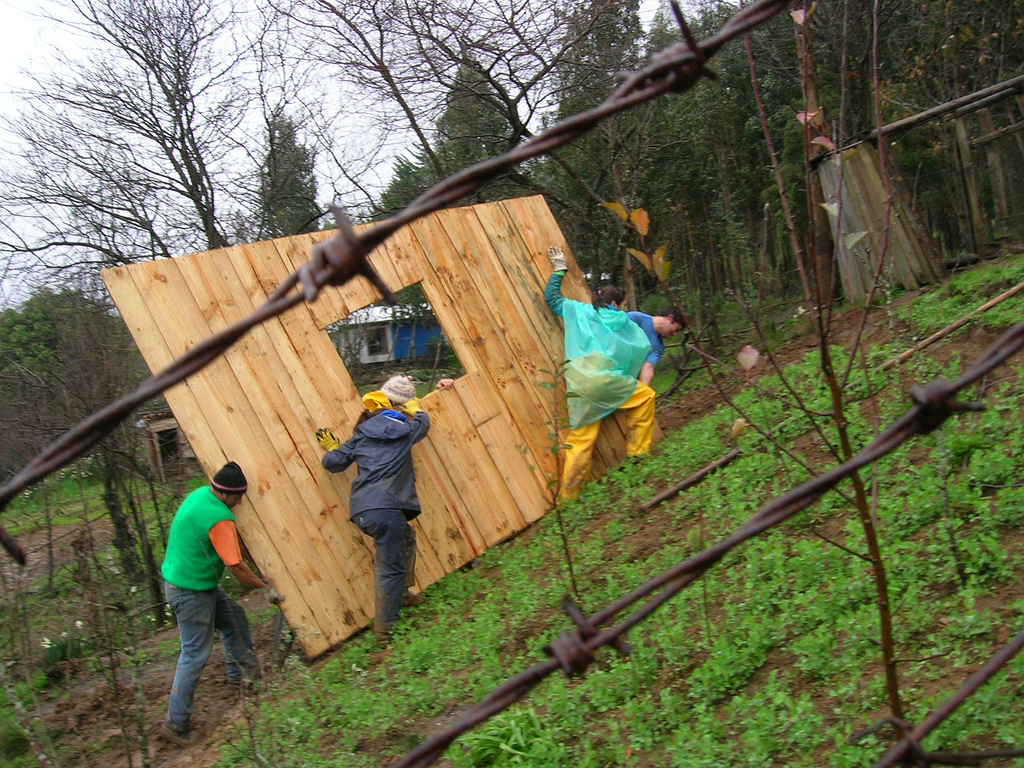
Construcción de una mediagua, nombre que se le da a las viviendas de emergencia de la fundación Un techo para Chile.

Del total recaudado, 15 mil millones de pesos fueron destinados a la construcción de viviendas de emergencia por parte de la fundación Un techo para Chile, mientras que 30 mil millones han sido destinados a la construcción de escuelas en las zonas afectadas por parte de la organización "Escuelas para Chile", conformada por empresarios y parte del directorio de la Fundación Teletón.
| Fecha       | Mediaguas construidas | Mediaguas construidas | Mediaguas construidas | Mediaguas construidas | Mediaguas construidas | Mediaguas construidas |
| Fecha       | V Región              | VI Región             | VII Región            | VIII Región           | Metropolitana         | Total                 |
| ----------- | --------------------- | --------------------- | --------------------- | --------------------- | --------------------- | --------------------- |
| 29 de marzo | 20                    | 586                   | 1.107                 | 690                   | 272                   | 2.675                 |
| 5 de abril  | 60                    | 920                   | 1.587                 | 1.508                 | 313                   | 4.388                 |
| 8 de abril  | 60                    | 1.105                 | 1.825                 | 1.769                 | 313                   | 5.092                 |
| 13 de abril | 70                    | 1.675                 | 2.229                 | 2.368                 | 377                   | 6.719                 |
| 27 de abril | 70                    | 3.234                 | 3.946                 | 3.388                 | 511                   | 11.149                |
| 2 de mayo   | 100                   | 4.063                 | 4.710                 | 3.850                 | 645                   | 13.368                |
| 16 de mayo  | 240                   | 5.121                 | 6.629                 | 5.628                 | 794                   | 18.412                |
| 23 de mayo  | 240                   | 5.661                 | 7.536                 | 5.806                 | 882                   | 20.065                |
| 28 de mayo  | 240                   | 5.793                 | 8.011                 | 6.064                 | 930                   | 21.038                |

Además de la recaudación monetaria, se logró juntar alrededor de 40 camiones llenos de ayuda para los damnificados por la catástrofe, los que se trasladaron desde el Parque O'Higgins, en Santiago, la noche del 6 de marzo, hasta la ciudad de Chillán, lugar desde donde fueron repartidos por el Hogar de Cristo y Caritas Chile entre las comunas más necesitadas.

### Cómputos parciales
| Hora    | Monto en pesos   | % meta   | Monto en dólares* | Monto en euros* |
| ------- | ---------------- | -------- | ----------------- | --------------- |
| 00:00   | $ 21.000         | < 0,01 % | $ 41              | 30 €            |
| 00:16   | $ 1.799.301.435  | 12,00 %  | $ 3.531.851       | 2.592.945 €     |
| 02:18   | $ 3.537.942.371  | 23,59 %  | $ 6.944.631       | 5.098.473 €     |
| 05:39   | $ 4.467.396.867  | 29,78 %  | $ 8.768.901       | 6.437.780 €     |
| 09:23   | $ 5.764.826.058  | 38,43 %  | $ 11.315.784      | 8.307.600 €     |
| 12:00   | $ 6.505.532.161  | 43,37 %  | $ 12.769.717      | 9.375.019 €     |
| 15:18   | $ 7.200.984.876  | 48,00 %  | $ 14.134.822      | 10.377.225 €    |
| 16:11** | $ 9.894.914.282  | 65,97 %  | $ 19.422.739      | 14.259.404 €    |
| 17:23   | $ 11.193.470.821 | 74,62 %  | $ 21.971.680      | 16.130.733 €    |
| 19:07   | $ 12.687.240.955 | 84,58 %  | $ 24.903.800      | 18.283.382 €    |
| 20:19   | $ 13.470.489.741 | 89,80 %  | $ 26.441.240      | 19.412.109 €    |
| 20:49   | $ 14.801.897.982 | 98,67 %  | $ 29.054.663      | 21.330.781 €    |
| 21:22   | $ 17.192.090.309 | 114,61 % | $ 33.746.374      | 24.775.249 €    |
| 22:08   | $ 24.684.042.645 | 164,56 % | $ 48.452.336      | 35.571.783 €    |
| 23:07   | $ 30.212.775.555 | 201,42 % | $ 59.304.692      | 43.539.152 €    |
| 18 mar. | $ 45.974.813.684 | 306,49 % | $ 90.224.386      | 66.341.722 €    |

Notas:
* Tasa de conversión: 1 dólar equivalente a $509,450; 1 euro equivalente a $693,922.
** A las 16:07 había un nuevo cómputo, pero la máquina falló y se tuvo que ir a publicidad. Finalmente el cómputo fue revelado a las 16:11 h.

## Consecuencias y reacciones
El 9 de marzo, durante el programa Las dos caras de La Moneda de Canal 13, Michelle Bachelet entregó a Don Francisco la medalla "a los héroes democráticos y solidarios", por su rol en la campaña solidaria Chile ayuda a Chile.
La estudiante Illary Galleguillos falleció la tarde del 6 de marzo por un paro cardíaco, luego que fuera atropellada por un automóvil en el sector oriente de Santiago mientras ejercía labores voluntarias para promocionar la campaña.
En un dictamen de la Contraloría General de la República del 31 de marzo, se estableció que el traspaso de CLP $510 millones desde las arcas fiscales, realizada por el Gobierno de Chile a la Fundación Teletón, "no se ajustaba a derecho", por lo que la transferencia fue paralizada.